# X-Men: The Last Stand
X-Men: The Last Stand (titulada X-Men: La decisión final en España y X-Men: La batalla final en Hispanoamérica) es una película de superhéroes de 2006 y es la tercera entrega de la serie de películas X-Men. Fue dirigida por Brett Ratner y protagonizada por Hugh Jackman, Famke Janssen, Halle Berry, Patrick Stewart, Ian McKellen, Kelsey Grammer, Anna Paquin y Rebecca Romijn. El guion de la película se basa libremente en dos arcos de la historia de los comic-books de los X-Men, la "Saga del Dark Phoenix" del escritor Chris Claremont y del artista John Byrne, la misteriosa resurrección de Jean Grey y "Dotado" del escritor Joss Whedon y del artista John Cassaday, con una trama que gira en torno a una "cura mutante" que causa graves repercusiones entre mutantes y humanos. Cabe destacar que aunque no tengan contacto entre ellos, esta es la única película de la franquicia en la que aparecen los cinco X-Men originales.
El rodaje comenzó en agosto de 2005, con un presupuesto de 210 millones de dólares, la película más cara en el momento de su lanzamiento, y tiene amplios efectos visuales realizados por once empresas diferentes. La película recibió críticas mixtas de los críticos y fanes, pero recaudó aproximadamente 459 millones de dólares en todo el mundo, fue la séptima película más taquillera del 2006 y el mayor éxito financiero de la serie hasta 2014 superada por X-Men: días del futuro pasado.
Bryan Singer, director de las películas anteriores de la saga, X-Men y X-Men 2, decidió no dirigir la tercera entrega, pues la Warner Bros. Pictures lo contrató para dirigir Superman Returns.

## Argumento
Hace 20 años, el profesor Charles Xavier y Erik Lehnsherr se encuentran con la joven Jean Grey en la casa de sus padres para invitarla a unirse a su escuela, la Mansión X. Diez años más tarde, el padre de Warren Worthington III descubre que su hijo es un mutante cuando Warren trata de cortarse las alas.
En el presente, el laboratorio Worthington Labs anuncia que ha desarrollado una inoculación para suprimir el "Gen X" que le da a los mutantes sus poderes, y ofrecer "La Cura" a cualquier mutante que lo quiera. La cura se crea a partir del genoma de un joven mutante llamado Jimmy, quien vive en la instalación de Worthington en la isla de Alcatraz, cuyo poder consiste en suprimir los poderes de cualquier mutante que se acerque a él. Mientras que algunos mutantes están interesados en la cura, incluyendo a Rogue de los X-Men, muchos otros están horrorizados y ofendidos por el anuncio. Magneto vuelve a armar su "Hermandad de Mutantes" con los que se oponen a la cura, advirtiendo a sus seguidores que la cura será utilizada por la fuerza para exterminar a la raza mutante.
Con la ayuda de Pyro, Magneto recluta a Callisto junto con varios otros mutantes (entre ellos Psylocke), luego atacan la prisión móvil donde está encerrada Mystique para liberarla, también liberan a Juggernaut y Multiple Man / Hombre Múltiple. Mystique salva a Magneto recibiendo el disparo de un proyectil con la cura mutante dirigido a él, y se convierte en humana. Magneto le dice que ya no es una de ellos, y la abandona porque él odia a los humanos. Mientras tanto, Scott Summers, todavía angustiado por la pérdida de Jean Grey, quién iba a ser su prometida, conduce en su motocicleta hasta su lugar de muerte en el Lago Alkali. Cuando Summers estaba lamentándose, Jean aparece frente a él, pero lo besa matándolo. Detectando problemas, Xavier envía a Wolverine / Lobezno y Tormenta a investigar. Cuando llegan, solo encuentran rocas telequinéticamente flotantes, los lentes de Scott flotando y a Jean inconsciente.
Cuando regresan a la Mansión X, Xavier le explica a Wolverine que cuando Jean se sacrificó, liberó al "Fénix", una oscura y poderosa personalidad alterna que Xavier había estado reprimiendo telepáticamente, temiendo el potencial destructivo del Fénix. Logan se enoja al saber que el profesor estuvo alterando la mente de Jean con sus poderes psíquicos, pero cuando Jean despierta, descubre que ella mató a Cíclope y no es la Jean Grey que una vez conoció. El Fénix emerge, golpea a Wolverine, y escapa a la casa donde se crio.
Magneto se entera de la resurrección de Jean a través de Callisto, y los X-Men llegan a la casa de Grey al mismo tiempo que La Hermandad. Magneto y Xavier entran solos, y ambos rivalizan por la lealtad de Jean hasta que resurge el Fénix. Ella destruye la casa, desintegra a Xavier y se va con Magneto. La Hermandad decide atacar el laboratorio Worthington Labs, y el gobierno envía varios equipos para atacar la base de La Hermandad en el bosque, con la información que les dio Mystique, furiosa por la traición de Magneto. Sin embargo, las formas de vida en el campamento son todas copias de Multiple Man, y Magneto utiliza sus poderes para mover el puente Golden Gate para que él y su ejército puedan llegar a Alcatraz facilitando el ataque al laboratorio Worthington Labs. Los X-Men restantes se enfrentan a La Hermandad, a pesar de ser significativamente superados en número, llegando justo en el momento en que las tropas militares que habían estado neutralizando a los mutantes atacantes fueron abrumadas por La Hermandad.
Durante la pelea, Shadowcat / Gata Sombra salva a Jimmy de Juggernaut, quien había sido enviado para matarlo. Wolverine le pide a Colossus que lo lance hacia Magneto y mientras lo distraen, Bestia le inyecta a Magneto la cura y así anula sus poderes. Los refuerzos del ejército llegan a dispararle a Jean justo cuando Wolverine la había calmado. El Fénix es despertado por el ataque y desintegra a las tropas en represalia. El Fénix entonces comienza a destruir Alcatraz y a todas las personas dentro del alcance de sus poderes. Wolverine se da cuenta de que sólo él puede detener el Fénix debido a su factor de curación. Cuando Wolverine se acerca a ella, Jean toma momentáneamente el control y le pide que la salve. Wolverine apuñala a Jean, destruyendo al Fénix, pero llora por su muerte.
Algún tiempo después, se obtienen finalmente los derechos mutantes y la escuela de Xavier sigue operando con Tormenta como directora. El Presidente de los Estados Unidos nombra a Hank McCoy como embajador ante las Naciones Unidas. Rogue revela a Bobby Drake que ella ha tomado la cura, para su decepción. Mientras tanto, Lehnsherr se sienta solo, con un tablero de ajedrez en un parque de San Francisco. Cuando gesticula hacia una pieza de ajedrez de metal, esta se tambalea ligeramente, indicando que sus poderes están volviendo y la cura es temporal.
En una escena poscréditos, Moira MacTaggert revisa a un paciente en coma,quien despierta y la saluda con la voz de Xavier, dejándola sorprendida.

## Elenco

### Los X-Men
Los X-Men son un equipo especial de operación del Instituto Xavier, encargados de prevenir una guerra entre humanos y mutantes.
- Hugh Jackman como Logan / Wolverine / Lobezno: Un mutante con un poder de regeneración, lo que permitió la dolorosa implantación de un metal (adamantium) en sus huesos y en las garras retráctiles que le surgen entre los dedos. Además, tiene un gran oído y olfato.
- Patrick Stewart como Charles Xavier / Profesor X: Fundador del Instituto Xavier para Jóvenes con Talentos Especiales, tiene poderes telepáticos y usa una silla de ruedas. Es un experto en mutación genética, así como un defensor de las relaciones pacíficas entre la humanidad y los mutantes.
- Halle Berry como Ororo Munroe / Tormenta: Una de los primeros estudiantes de Xavier. Puede manipular el clima con su mente. Ya que Cíclope no se capacitó para ser el futuro director de la escuela, Xavier le propone que sea ella quien dirija la escuela en el futuro, cargo que alcanzó tras la muerte de Xavier.

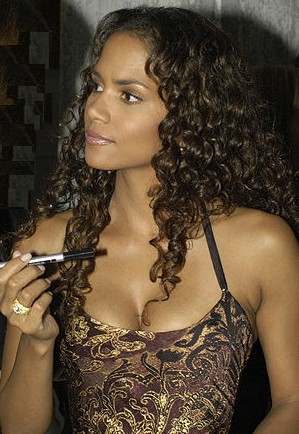
Halle Berry, intérprete de Tormenta.

- Anna Paquin como Marie D'Ancanto / Rogue / Pícara: Una adolescente mutante cuyo poder le permite tomar temporalmente la fuerza vital, y habilidades de cualquier persona que toque, y en el caso de los mutantes, toma sus poderes dejando inconscientes a sus víctimas (mutantes o humanos). Ella escapó de casa, encontró un hogar en la escuela Xavier y se enamoró de Bobby Drake. La falta de control de Rogue sobre su poder causa una gran presión en su relación con Iceman. Paquin declaró que si bien Rogue no tenía "un gran componente físico en esta película", el personaje fue forzado a tomar “decisiones de adulto” para más intensidad en el lado emocional.[4]
- Kelsey Grammer como Hank McCoy / Bestia: Un antiguo estudiante de la escuela de Xavier. Es el Secretario de Asuntos Mutantes en el gobierno de los Estados Unidos y posteriormente es ascendido a embajador de los Estados Unidos en las Naciones Unidas, representando tanto a humanos como a mutantes de dicho país. Científico brillante, Bestia está cubierto por un pelaje azul, además de tener un gran nivel intelectual y una gran fuerza.
- James Marsden como Scott Summers / Cíclope: Líder de campo de los X-Men, es capaz de emitir poderosas ráfagas de energía desde sus ojos. Aunque él está en una relación comprometida con Jean Grey, la personalidad del Fénix dentro de ella pronto lo mata fuera de pantalla. Marsden dijo que no hay problema en tener un rol más pequeño, ya que en las películas optan por representar el punto de vista del personaje Wolverine, y siente que “eso es difícil cuando tienes sin embargo muchos nuevos personajes que estás intentando introducir a una audiencia en 90 a 120 minutos, para dar a todos su momento”.[5]
- Shawn Ashmore como Bobby Drake / Hombre de Hielo: Un joven mutante que puede crear construcciones de hielo o lanzar ráfagas de frío. Cuando llega a su punto máximo de poder, su cuerpo adquiere una característica gélida y transparente. Es el novio de Rogue. Los compromisos de Ashmore con X-Men le hicieron rechazar la invitación de Bryan Singer para interpretar a Jimmy Olsen en Superman Returns. El actor estaba contento con su papel mayor después de que Bobby se uniera al equipo principal de X-Men en X-Men 2, ya que durante la producción de su predecesora se preguntó "¿Cuándo podré congelar algo o entrar en una pelea?”.[6]
- Daniel Cudmore como Peter Rasputin / Coloso: Puede transformar su piel en acero orgánico, adquiriendo fuerza sobrehumana y una gran resistencia a cualquier daño físico. Cudmore llevaba un traje musculoso de espuma de látex cubierto con un plástico cromado más una cabeza de plástico dura para tener la piel de metal en el set, con algún aumento digital que se utiliza para mejorar las expresiones faciales. Un doble digital se utilizó sólo para las acrobacias que no se pudieron lograr en la práctica, tales como la escena donde Coloso lanza a Wolverine.[7]
- Ben Foster como Warren Worthington III / Ángel: El hijo mutante de un industrialista, tiene alas con plumas blancas que le permiten volar. Las alas estáticas eran modelos con una envergadura de 15 pies (4.6 m) y 5 pies (1,5 m) de altura pegados a la espalda de Foster, reemplazados por los generados por ordenador cuando era necesario el movimiento.[7]

- Cayden Boyd como el pequeño Warren Worthington III.

- Elliot Page (acreditado como Ellen Page) como Kitty Pryde: Puede controlar las moléculas de su cuerpo para «entrar en fase» y atravesar objetos sólidos. Maggie Grace fue considerada para el papel,[8] antes de que Ratner invitara a Page, quien impresionó al director con su actuación en Hard Candy. El actor inicialmente declinó el papel, no queriendo aún saltar a la cinematografía de Hollywood, pero aceptó después de leer el guion.[9] Page dijo que parte de su motivación fue tener una nueva experiencia: «pensé, bueno, cuando más voy a tener la oportunidad de usar un traje de cuero y correr a través de cosas explosivas? por qué no ser un superhéroe para un cambio?».[10]

### La Hermandad de Mutantes
La Hermandad es el ejército personal de Magneto, cuyo objetivo es garantizar la supremacía mutante.
- Ian McKellen como Erik Lehnsherr / Magneto: Líder y fundador de la Hermandad, Magneto es un sobreviviente del Holocausto y declara una guerra contra la humanidad en nombre de la superioridad mutante. Tiene el poder de manipular cualquier metal.
- Famke Janssen como Jean Grey / Fénix: Una antigua miembro de los X-Men que se sacrificó para salvar a sus compañeros, una mutante de clase 5 que posee poderes telepáticos y telequinéticos potencialmente ilimitados. Los X-Men descubren que ella ha sobrevivido a la inundación de la presa de la película anterior, su poder la resguardó en un capullo de energía telequinética y la salvó de ser aplastada por una enorme masa de agua, pero cuando el resto del equipo la encuentra, Grey se ha entregado completamente a la agresiva personalidad alterna de sus poderes, el Fénix. Sus poderes mutantes rivalizan con los de Xavier. Los escritores describieron a las múltiples personalidades como “un drama Edípico trillado”, donde el Fénix era "alguien encarnado [a] diosa griega", mientras que Jean Grey era un personaje que se mantuvo como "una humana, fundada en términos Freudianos, una víctima, una esquizofrénica".[11] Para marcar el cambio de Jean Grey en el Fénix, su guardarropa se enfocó en los colores rojos, y el tejido cotidiano en contraste con los trajes de cuero de los X-Men.[12] El maquillaje digital también hizo que la cara de Jean fuera más oscura con su piel mostrando algunas venas y sus ojos tornándose negros, significando la personalidad Fénix de sus poderes.[13]

- Haley Ramm como la pequeña Jean Grey

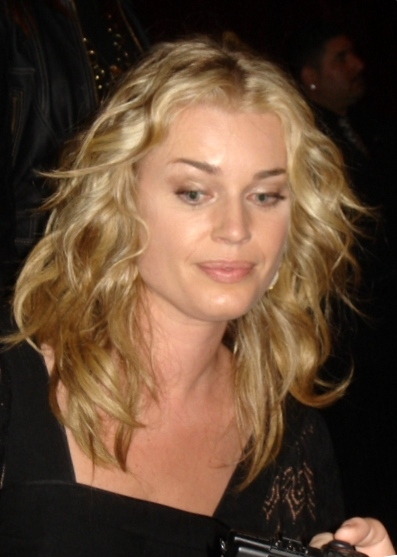
Rebecca Romijn, intérprete de Mystique.

- Rebecca Romijn, intérprete de Mystique.Rebecca Romijn como Raven Darkhölme / Mystique / Mística: Mano derecha de Magneto, puede cambiar de forma y tomar la apariencia de cualquier persona, además de contar con una increíble agilidad y fuerza. Inyectada con la cura, salvando a Magneto, pierde sus habilidades mutantes y regresa a su forma humana. Es ahora repudiada por Magneto.
- Aaron Stanford como John Allerdyce / Pyro: Un antiguo estudiante de la escuela Xavier que siente un gran rencor hacia su mejor amigo, Iceman. Puede manipular el fuego, pero no crearlo, por lo que lleva un dispositivo en la mano para crear fuego rápidamente para poder manipularlo, siempre de manera ofensiva.
- Vinnie Jones como Cain Marko / Juggernaut: Es un criminal que fue reclutado por La Hermandad dentro del camión de la prisión, Juggernaut es muy rápido y fuerte pero a diferencia de su contraparte del cómic, su fuerza no proviene de la Gema mágica de Cyttorak, él puede arrasar con todo lo que esté a su paso con la fuerza generada por el impulso que adquiere al correr, lo que lo hace casi imparable. La versión de Juggernaut de la película se presenta como un mutante y a pesar de ser el hermanastro de Xavier en los cómics, no hay ninguna mención de su relación en el film. Matthew Vaughn eligió a Jones con quien conoció la producción de las películas de gánsteres de Guy Ritchie donde Jones comenzó su carrera como actor.[14] El actor tuvo que pasar por un proceso de maquillaje de cuatro horas para retratar a Juggernaut, que incluía un traje muscular y una barbilla de prótesis.[15] El traje intentó retener el casco en forma de bala de los cómics sin ir excesivamente por encima.[12]
- Eric Dane como James Madrox / Hombre Múltiple: Un ladrón mutante que es reclutado por La Hermandad, Madrox tiene el poder de crear un número infinito de copias de sí mismo, las cuales son usadas como señuelo. Los escritores consideraron el rendimiento de Dane memorable a pesar de haber aparecido solamente en dos escenas.[16]

#### Los Omegas
Un grupo de mutantes marginados que existe como parte de una red subterránea que se extiende en todo el país. Este pequeño grupo, estando de acuerdo con la ideología de Magneto, de algún modo u otro, se integra a la Hermandad.
- Dania Ramírez como Callisto / Calisto: La líder de Los Omegas, Callisto es una mutante que posee supervelocidad, fuerza y agilidad sobrehumanos. Puede detectar la presencia, localización y poder de cualquier mutante. Además de su poder de supervelocidad que es idéntico a Quicksilver/Mercurio, Callisto combinó los poderes de su homólogo de los cómics con otro personaje de Los Morlocks, Caliban,[17] y fue escrita como alguien que podría ser "hermosa, pero con una personalidad dura".[16] Ramírez había audicionado originalmente para interpretar a la prostituta mutante Stacy X, pero impresionó a Brett Ratner tanto que el director decidió llevarla a interpretar a Callisto.[18] El personaje finalmente muere a manos de Tormenta.

- Ken Leung como Quentin Quire / Kid Omega / Chico Omega: Es capaz de expulsar espinas de su cuerpo, de manera más notable en la cara (el personaje se parece al personaje Max Jordan / Quill de los cómics, sin embargo, en los créditos de casting oficiales su nombre se lee como "Kid Omega").

- Omahyra Mota como Phillipa Sontag / Arco Voltaico: Tiene el poder de generar poderosas ondas de choque.

- Meiling Melançon como Betsy Bradock / Psylocke / Mariposa Mental: A diferencia de su homólogo de los cómics, tiene el poder de transportarse a través de áreas con sombra.

### Otros personajes
Adicionalmente hay otros actores que retrataron a diferentes mutantes:
- Cameron Bright como Jimmy / Leech / Sanguijuela: Un joven mutante que tiene la habilidad de neutralizar los poderes de los mutantes que estén cerca a él. Su ADN es la base para la "cura". Después de ser rescatado, asiste a la escuela Xavier.

Varios personajes fueron incluidos por sugerencia del editor Mark Helfrich, quien trajo la Enciclopedia X-Men de Marvel al director Brett Ratner, buscando mutantes que pudieran hacer aparición. El propio Mark Helfrich interpreta a un mutante sin nombre con piel gris ceniza. También fueron incluidos:
- Via Saleaumua y Richard Yee como Phat / Grasas: Un mutante que es un hombre muy grande y puede adelgazar para encajar en un espacio más pequeño interpretado por dos actores, Via Saleaumua (en modo inflado) y Richard Yee (en modo desinflado).[16]

- Lance Gibson como Spike / Pincho: Un mutante que lucha contra Wolverine en el bosque desprendiendo espigas de hueso de su carne, el personaje fue agregado porque el equipo de edición sentía que el corte original de la escena retrataba a Logan como un asesino a sangre fría, lo que podía cambiarse si otro mutante atacaba a Wolverine antes de que él ataque a La Hermandad.[19]

- Clayton Dean Watmough como Glob Herman: Un mutante con piel transparente.[7][17]

- Lloyd Adams como Victor Borkowski / Anole / Camaleón: El mutante de piel verde que sube a la torre de guardia de Alcatraz. Muchos fanes creyeron que se trataba de Sapo (a pesar de que este personaje murió en la primera película) sin embargo, en la lista de los créditos su nombre figura como Lizard Man y Brett Ratner confirmó que era Anole.

Avalancha y Vanisher/Desvanecedor también aparecen, sin embargo, no se sabe quién los interpretó. Varios otros mutantes hacen cameos en la Mansión X:
- Shauna Kain como Theresa Rourke Cassidy / Syrin.

- Kea Wong como Jubilation Lee / Júbilo.

Y hay una escena donde Xavier está dando una clase a sus estudiantes mostrándoles un video que le envió la doctora MacTaggert sobre un paciente que nació sin funciones cerebrales avanzadas, pero tuvo que interrumpir su clase para conversar con Tormenta, en ese momento aparecen caminando detrás de ellos, en el fondo tres chicas idénticas que son una referencia a las Stepford Cuckoos/Cuclillos de Stepford.
Los personajes humanos incluyen a:
- Michael Murphy como Warren Worthington II: Director de los laboratorios Worthington, la corporación que desarrolla la "cura". Es el padre de Angel y quiere deshacer las habilidades mutantes de su hijo. Cambia su mentalidad cuando es salvado por su hijo al ser atacado por los Omega.

- Shohreh Aghdashloo como la Dra. Kavita Rao: Es una científica que trabaja en los laboratorios Worthington en la elaboración de la cura.

- Bill Duke como Secretario Trask: El jefe del Departamento de Seguridad Nacional, ayuda al presidente de los Estados Unidos durante la guerra contra los mutantes. Aunque el personaje está basado en Bolivar Trask,[17] su primer nombre nunca fue mencionado en la película y es retratado como un afroamericano.[20][21] En los cómics, Bolivar Trask es el jefe de Industrias Trask y creador de los cazadores de mutantes, los Centinelas. La versión de cómics de Bolivar Trask es interpretada posteriormente por Peter Dinklage en X-Men: días del futuro pasado.[20]

- Olivia Williams como Moira MacTaggert.

- Josef Sommer como el presidente de los Estados Unidos.

- Makenzie Vega como la pequeña niña en la que se convierte Mystique dentro del camión de la prisión.

El cocreador de X-Men Stan Lee y el escritor Chris Claremont tienen cameos en la escena inicial de la película como los vecinos de la joven Jean Grey. El sargento que dirige los preparativos defensivos antes de que La Hermandad asalte la isla de Alcatraz es interpretado por R. Lee Ermey.

## Doblaje
| Actor           | Personaje                               | Doblaje Hispanoamérica | Doblaje España     |
| --------------- | --------------------------------------- | ---------------------- | ------------------ |
| Hugh Jackman    | Logan / Wolverine / Lobezno             | Humberto Solórzano     | Gabriel Jiménez    |
| Patrick Stewart | Charles Xavier / Profesor X             | Federico Romano        | Paco Hernández     |
| Halle Berry     | Ororo Munroe / Tormenta                 | Dulce Guerrero         | Victoria Angulo    |
| Anna Paquin     | Marie D'Ancanto / Rogue / Pícara        | Jessica Ortiz          | Mar Bordallo       |
| Kelsey Grammer  | Hank McCoy / Bestia                     | Gabriel Pingarrón      | Héctor Cantolla    |
| James Marsden   | Scott Summers / Cíclope                 | Óscar Flores           | Claudio Serrano    |
| Shawn Ashmore   | Bobby Drake / Hombre de Hielo           | Enzo Fortuny           | Jorge Saudinós     |
| Daniel Cudmore  | Peter Rasputin / Coloso                 | Andrés Gutiérrez Coto  | Héctor Garay       |
| Ben Foster      | Warren Worthington III / Ángel          | Gabriel Ramos          | Nacho Aldeguer     |
| Ellen Page      | Kitty Pryde / Shadowcat / Gata Sombra   | Karla Falcón           | Ana Esther Alborg  |
| Ian McKellen    | Erik Lehnsherr / Magneto                | José Lavat             | Juan Miguel Cuesta |
| Famke Janssen   | Jean Grey                               | Mónica Manjarrez       | Pepa Castro        |
| Rebecca Romijn  | Raven Darkolme / Mystique / Mística     | Carola Vázquez         | Licia Alonso       |
| Aaron Stanford  | John Allerdyce / Pyro                   | Moisés Iván Mora       | David Robles       |
| Vinnie Jones    | Cain Marko / Juggernaut                 | Octavio Rojas          | Luis Bajo          |
| Eric Dane       | James Madrox / Hombre Múltiple          | Ricardo Mendoza        | Iván Muelas        |
| Dania Ramírez   | Callisto                                | Rossy Aguirre          | Olga Velasco       |
| Ken Leung       | Quentin Quire / Kid Omega / Chico Omega | Irwin Daayán           | Eduardo Gutiérrez  |
|                 | Insertos                                | Enrique Perera         |                    |

## Producción

### Desarrollo
Bryan Singer, el director de las dos primeras películas de X-Men producidas por 20th Century Fox, dejó el proyecto en julio de 2004 en favor del desarrollo de Superman Returns para Warner Bros. Pictures. Singer indicó que él "no tenía plenamente X-Men 3 en mi mente", en contraste con una idea completamente formada por una película de Superman y el interés en formar parte de esa franquicia. En el momento de su partida, Singer solo había producido un tratamiento parcial de la historia con los guionistas de X-Men 2 Dan Harris y Michael Dougherty, quien lo acompañó a Superman Returns. El tratamiento se centró en la resurrección de Jean Grey, que también introduciría a la villana Emma Frost, un papel destinado a Sigourney Weaver. Frost era una empática manipulando las emociones de Jean en el tratamiento y, al igual que en la película terminada, Magneto desea controlarla. Abrumado por sus poderes, Jean se suicida, pero el espíritu de Jean sobrevive y se convierte en una criatura semejante a Dios, que Dougherty compara con el niño de la estrella en 2001: A Space Odyssey.
Se realizaron nuevos contratos para el retorno de los miembros del reparto, como los actores y actrices habían firmado para solo dos películas. El contrato de Hugh Jackman incluyó la aprobación del director, en un principio le ofrecieron la posición de Darren Aronofsky, con quien acababa de terminar el rodaje de La fuente de la vida. Joss Whedon, cuyo argumento del cómic titulado "Gifted" que escribió para la serie Astonishing X-Men se había integrado en la trama del guion, rechazó la oferta porque él estaba trabajando en una película de la Mujer Maravilla. También se rumoreaba que Rob Bowman y Alex Proyas estaban entre los candidatos, aunque Proyas personalmente lo rechazó, citando las disputas con el presidente de Fox, Thomas Rothman, mientras producían Yo, robot. Zack Snyder también se acercó, pero él ya se había comprometido con 300. Peter Berg también fue considerado para dirigir la película, pero igualmente rechazó el trabajo. También se le ofreció a Guillermo del Toro dirigir la película, pero declinó porque ya estaba comprometido con El laberinto del fauno. En febrero de 2005, todavía sin ningún director contratado, Fox anunció el 5 de mayo de 2006 como fecha de estreno, la filmación comenzaría en julio de 2005 en Vancouver. Un mes más tarde, el estudio firmó con Matthew Vaughn para dirigir, y empujó la fecha de lanzamiento de tres semanas para 26 de mayo de fin de semana del Día de la memoria. Vaughn seleccionó a Kelsey Grammer como Bestia, Dania Ramírez como Callisto, y Vinnie Jones como Juggernaut, pero los problemas de la familia lo llevó a retirarse antes de que comenzara el rodaje. Vaughn también se mostró cauteloso de los plazos estrictos impuestos por Fox, declarando que él "no tenía el tiempo para hacer la película que quería hacer".
Brett Ratner, que era considerado anteriormente para dirigir X-Men en 1996, sustituyó a Vaughn durante la preproducción. Ratner dijo que estaba sorprendido de conseguir una invitación, ya que pensó que no tendría posibilidades de hacer una película de cómic después de la cancelación de Superman: Flyby. Con un conocimiento limitado de los mitos de X-Men, Ratner confiaba en sus escritores en hacer algo fiel a los cómics, que tiene la secuencia de comandos de dibujo todas sus escenas de las publicaciones originales de Marvel.

## Novelización
Chris Claremont escribió una novelización de la película X-Men: The Last Stand con el mismo nombre. Al igual que su predecesora, detalla puntos no explicados en la película, incluye nuevas escenas y además, contiene varias escenas alternas, tal es el caso de Rogue, quien en la película se inyecta la cura, en cambio en el libro no. También al final, cuando Magneto está jugando a ajedrez solo, Moira MacTaggert le visita y le ofrece revertir la "cura mutante".

## Recepción
Las críticas de la película fueron variadas. Rotten Tomatoes entregó a la película un índice de aprobación de 57 %. Metacritic también reportó un índice de aprobación en críticas con una puntuación de 58/100. At the Movies le entregó una aprobación de "dos pulgares hacia arriba", con Ebert declarando "Me gustó la acción, me gustó lo absurdo, me gustó el uso incongruente y extraño de los poderes mutantes, y sobre todo me gustó la forma en que presenta todos los asuntos políticos y les permite luchar contra ella con los efectos especiales." No obstante, algunos críticos de cine, consideraron que la tercera película era de menor calidad que las dos anteriores. Justin Chang, de Variety dijo que la película es "una secuela zas-zas de notable falta de seriedad pop, las atmósferas temperamentales y el peso emocional que hizo que las dos primeras adaptaciones del cómic de Marvel tenga un emocionante éxito." En las premios Saturn de 2007, Famke Janssen ganó el premio por Mejor Actriz de Reparto por su interpretación de Jean Grey. Total Film también quedó impresionado por la película, quien dijo que "jugar a la diosa de control mental súper freaky como la hermana poderosa de Xenia Onatopp de 007: GoldenEye, sus escenas —en particular la realizada en la casa de los Grey— cruje con energía y tragedia. Ojalá el resto de X3 hubiera seguido su ejemplo.